# 제스 하넬
제스 하넬(Jess Harnell, 1963년 12월 23일 ~ )은 미국의 배우, 성우, 가수이다.

## 출연 작품
- 트랜스포머: 최후의 기사 (2017)
- 빅 (2016)
- 미니언즈 (2015)
- 톰과 제리 사라진 드래곤 (2014)
- 리틀 프린세스 소피아 : 소피아 공주되다 (2012)
- 톰과 제리 로빈훗 (2012)
- 주먹왕 랄프 (2012)
- 로렉스 (2012)
- 트랜스포머 3 (2011)
- 래쳇 & 크랭크 퓨쳐: 어 크랙 인 타임 (2009)
- 더 혼티드 월드 오브 엘 슈퍼비스토 (2009)
- 하늘에서 음식이 내린다면 (2009)
- 업 (2009)
- 트랜스포머: 패자의 역습 (2009)
- 픽사, 도쿄에 가다 (2008)
- 이고르와 귀여운 몬스터 이바 (2008)
- 호튼 (2008)
- 지킬 (2007)
- 언더독 (2007)
- 드래곤 헌터 (2007)
- 서핑 업 (2007)
- 트랜스포머 (2007)
- 닌자 거북이 TMNT (2007)
- 아이스 에이지 2 (2006)
- 톰과 제리: 수퍼 레이스 (2005)
- 톰과 제리: 화성에 가다 (2005)
- 캥거루 잭: 안녕, U.S.A.! (2004)
- 디즈니 삼총사 (2004)
- 클리포즈 리얼리 빅 무비 (2004)
- 톰과 제리의 요술 반지 (2002)
- 릴로 & 스티치 (2002)
- 레이디와 트램프 2 (2001)
- 우주에서 온 엽기 삼총사 (2001)
- 리틀 니키 (2000)
- 쿠스코? 쿠스코! (2000)
- 우리 친구 마틴 (1999)
- 꼬마 유령 캐스퍼 3 - 캐스퍼와 웬디 (1998)
- 꼬마 유령 캐스퍼 2 - 새로운 모험 (1997)
- 알라딘 3 : 알라딘과 도적의 왕 (1996)
- 라이온 킹 - 티몬과 품바 (1995)
- 꼬마 유령 캐스퍼 (1995)
- 아메리카스 퍼니스트 홈 비디오 (1989)